# Frans Pfunkenhofer
Frans Pfunkenhofer född 27 december 1895 i Wien, österrikisk skådespelare.
Pfunkenhofer var en före detta officer som drogs till teatern. Han var under 1920-talet verksam som skådespelare i Göteborg. Förutom en huvudroll i Boman på utställningen, provfilmade han för huvudrollen i Mauritz Stillers filmatisering av Gösta Berlings saga.

## Filmografi
- 1923 – Boman på utställningen